# أنجيلا دوفريسن
أنجيلا دوفريسن (بالإنجليزية: Angela Dufresne)‏ هي رسامة أمريكية، ولدت في 1969.